# Parapercis natator
Parapercis natator és una espècie de peix de la família dels pingüipèdids i de l'ordre dels perciformes.

## Etimologia
El seu nom específic, natator, deriva del mot llatí per nedador i fa referència al seu costum de nedar en petits grups per damunt del fons marí.

## Descripció
- Fa 8,9 cm de llargària màxima. Els mascles vius són de color vermell a violat-vermell al dors (el qual s'esvaeix progressivament a lavanda-rosa a la zona ventral) i presenten una franja groga a la part tova de l'aleta dorsal, l'àrea espinosa de la dorsal de color taronja-vermell i amb molts punts grocs, i l'aleta caudal amb els lòbuls vermells. Les femelles presenten el dors de color vermell clar i amb 10 bandes igualment vermelles (tot i que més fosques) al quart superior de llurs cossos, 14 franges de color rosa ataronjat d'amplada desigual als costats inferiors, l'àrea espinosa de la dorsal taronja-vermell brillant, la regió tova de la dorsal amb nombrosos punts vermells i els lòbuls de l'aleta caudal de color vermell. Els joves tenen una estreta franja taronja (vorejada de blanc) des de darrere dels ulls fins a la base superior de l'aleta caudal, el ventre rosa, l'àrea espinosa de l'aleta dorsal vermella amb un punt negre a prop de la base de les membranes i la part tova de la mateixa aleta translúcida i amb molts punts de color marró vermellós fosc. 5-6 espines i 22 radis tous a l'aleta dorsal i 1 espina i 18 radis tous a l'anal. 30 vèrtebres. 17-18 (normalment 17) radis a les aletes pectorals. La tercera o quarta espina de l'aleta dorsal és la més allargada del conjunt. Femelles amb l'aleta caudal emarginada, semilunar en els mascles. Aletes pectorals lleugerament emarginades. Aletes pelvianes arribant o ultrapassant lleument l'origen de l'aleta anal. Escates ctenoides al cos, esdevenint cicloïdals a l'abdomen, l'àrea prepelviana, el clatell i per sota de la zona espinosa de l'aleta dorsal. Opercle i galtes amb escates petites, cicloïdals i parcialment imbricades. 59-61 escates a la línia lateral. 3-5 + 10-13 branquiespines. Mandíbula inferior sortint i amb 3 parells de dents canines. Absència de dents palatines. Vòmer amb una filera de 10-14 dents còniques i petites. Preopercle amb el marge llis.[3][5]

## Hàbitat i distribució geogràfica
És un peix marí, bentopelàgic (fins als 45 m de fondària) i de clima temperat, el qual viu al Pacífic nord-occidental: el Japó.

## Observacions
És inofensiu per als humans.